# ウッディ・プライド
ウッディ・プライド（Woody Pride）は、架空のキャラクターで『トイ・ストーリー』シリーズの主人公。背中にあるひもを引っ張った際に内蔵されたレコードから再生される「あんたは俺の相棒だぜ!」（原語版では"You're my favorite deputy."）が決め台詞。
監督のジョン・ラセターは小さい頃から大切に持っていたキャスパー人形を元にウッディを創作した。

## 特徴
昔ながらのカウボーイ人形で、アンディのおもちゃたちのリーダーでもある。アンディが幼稚園児の頃からお気に入りにしているおもちゃでもあり、ベッドの上に彼だけの場所を持っている。右足のブーツの裏にはアンディの名前が書かれている（『4』では持ち主がボニーとなっている為、ボニーの名前が書かれている）。
明るく陽気な性格で仲間を絶対に見捨てないという仲間想いな為、周囲だけでなく、おもちゃの世界を知らないアンディからも慕われていた。それ故に誰からか捨てられることに不安になりがちな部分があり、『1』と『2』がその面が顕著し、プロスペクターにもつけこまれてしまうが持ち前の友達想いな性格が自身の過ちに気付き、アンディとの絆を思い出させた。
優れたリーダーシップと、それに見合った作戦立案能力を持っており、彼が作中で考えた作戦は完全な成功率を誇る。
頭部や手足はプラスチック製で、それ以外の部分は全て綿が詰まった布製。背中のひもを引くと内蔵されたレコードから録音された台詞を喋る。また、このレコードを通じて口を閉じたまま会話も可能であり、シドを懲らしめる際にこの手段を利用している。保安官バッジに牛柄のベスト、銃のホルスターを腰につけているが、銃は当初から付属されていない。トレードマークのテンガロンハットを大切にしている。
実は1950年代の人気テレビ番組「ウッディのラウンドアップ」（英語："Woody's Roundup"）の主人公だったことが『トイ・ストーリー2』で明かされる。本人はそのことを知らなかったようでこの点もバズとは対照的である。人形劇のウッディも友達や仲間想いの性格だった様子。
『トイ・ストーリー2』ではアル・マクウィギンの口から「オリジナルのハンド・ペイントの顔。天然染めの牛柄ベスト。手縫いのポリビニル製の帽子」と、彼についての証言がある。

## 登場

### トイ・ストーリーシリーズ
トイ・ストーリー
アンディのおもちゃたちのリーダーとしての役割を果たしていたが、当時最も人気のおもちゃだったスペースレンジャーのバズ・ライトイヤーがやってくる。ウッディはアンディはおろか、ほかのおもちゃたちの注目まで集めたバズの人気に嫉妬し、アンディのお気に入りが彼になっていることに焦りを感じ、バズを目の敵にする。
ある日、アンディはおもちゃを1つだけ持ってピザ・プラネットへ出かけることになったが、ウッディが占いボールに「アンディは自分を選ぶか？」と尋ねたところ、「期待するな」と出たため、RCを使ってバズを机の裏に突き落とすことを画策する。しかし、結果的にバズは窓から放り出されてしまったため、仲間たちからウッディがわざと放り出したのだと疑われてしまい、ほかのおもちゃたちとの関係が険悪に。アンディはバズが見当たらないために仕方なくウッディを連れて行くが、ウッディを追ってバズも車に乗り込んでいた。アンディの車の中でバズと再会し、誤解を解いて欲しいと頼むも、全く誤解ではない上に、この期に及んで自分を擁護する態度によってバズとも喧嘩になり、成り行きでおもちゃを破壊して楽しむシドの家に連れて行かれてしまう。
当初は、自分がおもちゃである自覚のないバズを一方的に目の敵にしていたが、バズには相手にされていなかった。しかし先述のバズに対する態度から仲間の信頼を失った後悔、シドの家にいた善良なおもちゃ達を見掛けで判断して悪く言ったにもかかわらず、そんな自分たちに優しくして仲間と認めてくれた感謝、そしてバズ自身が自分の間違いを認めた姿勢を見たことから、自分自身も反省をして落ち度があったことを認める。それ以来バズとはお互いを必要とする親友になった。そして、シドの実験台として連れて行かれたバズを救うためにシドに改造されたおもちゃたちと共にシドを懲らしめ、バズを救出する。この回はバズからは「保安官」と呼ばれることが多い。
トイ・ストーリー2
前作でバズと和解し、何より本作ではアンディはウッディとバズを平等にお気に入りとして扱っているため、バズと対立することはなくなった。本作ではバズからは親しみを込めて「カウボーイ」と呼ばれることが多い。
ある日、カウボーイキャンプに行くはずが腕が少し切れたことで置いていかれ、次の日にアンディから不良品として捨てられる悪夢にうなされる。目を覚ますとヤード・セールで仲間のウィージーが売られることになり、ウッディはアンディの愛犬バスターに乗って救出に向かった。計画は途中まで上手くいっていたが、ウッディは振り落とされ貪欲なおもちゃコレクターのアルに見つかり、売るのを拒否したママの隙を見て盗まれてしまう。
彼のマンションでウッディは、おもちゃのジェシー、ブルズアイ、プロスペクターに出会い、自分がかつて人気を誇った人形西部劇番組“ウッディのラウンドアップ”の主人公であり、商品価値の高いプレミア人形だったことを知る。
そして彼は自分が日本の博物館に売られることを知り、バズとアンディのおもちゃ達に助け出され、ジェシー、ブルズアイと共に脱出する。
本作ではジェシー達と出会ったこととアンディに捨てられる悪夢でいつか自分もアンディに必要とされなくなる日が来ることを恐れ、ジェシーに同情したこととプロスペクターの悪魔の囁きで同行しようとしたが、バズがかつて自分が言った言葉で自身の存在意義を見出していく様子が描かれている。長年アンディと遊んできたため痛んできており、序盤で肩の縫い目が裂けてしまった。途中でアルの計らいで修理され新品同様になったが、終盤でプロスペクターによって再び肩を切られる。最後はアンディによって修理された。
トイ・ストーリー3
アンディは17歳に成長し、じきに18になり大学へ行く準備をしていた。一方で、ウッディと仲間たちは先行きを考えて悲嘆にくれた。アンディは昔から一緒だったウッディだけ大学に持って行くことにし、大学行きの箱に入れ、残りのおもちゃは袋に入れられて屋根裏部屋へ運ぼうとしたが、モリーの手伝いをしている間にアンディのママがゴミと勘違いし、その袋をゴミ捨て場に出してしまう。ウッディは、アンディが袋を屋根裏部屋に置こうとしていたところを見ていたため、袋から抜け出した仲間に説明した。しかし仲間たちは「捨てられた」と勘違いし、ついには相棒のバズすら信じてもらえず、そして彼らは皆「サニーサイド保育園」（見かけ上は楽園だが、そこは前の所有者に捨てられた熊のぬいぐるみ「ロッツォ」が支配するおもちゃの悪夢だった）に運ばれていった。アンディへの誤解が解けた彼らは幼稚園から脱走、しかしあと一歩のところでロッツォに先回りされて見つかり、ロッツォに捨てられたことを言われるが彼にデイジーの真実を言った。ネームプレートを見たビッグベビーが涙を流し、改心するが、ロッツォが逆上してネームプレートを壊してしまい、よくも俺を怒らせたなとウッディ達をゴミ箱に落とそうとする他、いつか捨てられると暴言を吐いたロッツォだが、デイジーを遠ざけたことで激高したビッグベビーによってロッツォが落とされ、支配を終わられた。ついにサニーサイドを脱出したが、ロッツォが最後の力を振り絞って足を掴みウッディが道連れになってしまう。さらにウッディを助けようとしたバズ達はゴミ収集車に入れられ、ゴミ処理所へと連れていかれてしまった。ロッツォの策略で危機に陥るも間一髪の所で焼却を免れてから家に帰る。
家に戻ったウッディは自分だけがアンディと共に大学へ行くことに躊躇し、メモ用紙にボニーという少女の住所を書き、段ボール箱に貼り付けた。アンディはバズやジェシーら他のおもちゃをボニーにプレゼントし、最後にウッディが入っている事に気付く。最初はこれに驚いていたアンディだったが、ウッディとの思い出を話していくのち、決断を下す。そしてボニーが了承し、遂にウッディとアンディが別れを告げる事となる。最終的にはクレジットで見られるように、ウッディもボニーのおもちゃたちに受け入れられ新たな生活を送ることになった。
前作を経て、必要とされなくなってもなおアンディに忠実に尽くす強い意志を持ち、今まで以上に仲間想いの面が強調されている。アンディにも「ウッディの1番素晴らしいところは…何があっても、仲間を見捨てないところなんだ」と語られている。
トイ・ストーリー4
ウッディと仲間たちがボニーの家に預けられてから月日が経った。ボニーが少し成長し、過去のアンディのようにウッディに終始興味を示さなくなる。ボニーが新しい幼稚園に通う際に不慣れな彼女を見守るためにこっそりついていく。そこで彼女が工作で作った手作りのおもちゃ「フォーキー」と出会う。フォーキーは「自分はおもちゃではなくゴミだ」と主張し続け、ウッディはそれを説得しようとするが聞き入れず、やがて旅行の最中にフォーキーもろともボニーや仲間たちのおもちゃ達とはぐれてしまう。ウッディはそれでも自分はゴミだと喚き続ける彼を説得し、「ボニーには君が必要だ」と無理やり連れていく。その途中でアンティークショップを見つけ、そこに偶然にもボーのランプを見つけ中に入るが、逆にそこにいたギャビー・ギャビーにフォーキーを人質にされてしまう。移動遊園地に逃げ込んだウッディが途方に暮れていると偶然にもボーと再会。彼女の力を借りてフォーキーを救出したが、ギャビーの目的は自分の持ち主になってもらうべくボイスボックス（音声レコード）を直すためであることを知ってからは彼女と和解し、自分のボイスボックスを譲る事になる。しかし、ギャビーは店主の孫娘さえ気に入ってもらえず手放されてしまう。それ見たウッディは放っておけず、ギャビーをボニーの下へ連れて行こうとバズ達と合流するために移動遊園地まで連れて行く。そこでギャビーは迷子の少女を見つけ、ウッディは作戦を変更しボー達の協力により少女をギャビーの新しい持ち主にさせる事に成功する。最後はボーと共に遊園地に残ることを決意し、ジェシーに保安官のバッジとリーダーの座を譲りバズ達に別れを告げた。その後日、ウッディはボーを始め新たな仲間と共に移動遊園地で各地を回っている。
今作ではボニーに遊んでもらえない寂しさを感じつつも、アンディのときの同様の経験から比較的落ち着いている。フォーキーにはおもちゃとしての使命や素晴らしさを説いて導く役割となっている。一方で、未だにアンディのことを忘れることができず、無意識に彼の名前を口にしてフォーキーを困惑させている。

### その他の登場
『バグズ・ライフ』のNG集のスタッフ役でカメオ出演している。また、ジム・ハンクスが声を務めた『スペース・レンジャー バズ・ライトイヤー 帝王ザーグを倒せ!』にも、『スペース・レンジャー バズ・ライトイヤー』の冒頭シーンでカメオ出演している。
『カーズ』のエンディングの小さなステーションワゴンの場面にも出ている。正式な続編で『カーズ2』と同時上映の『ハワイアン・バケーション』、『ザ・マペッツ』（日本では『メリダとおそろしの森』）と同時上映の『ニセものバズがやって来た』にも出演した。そして3D版『ファインディング・ニモ』上映と同時に『レックスはお風呂の王様』が上映される。
エディオングループはウォルト・ディズニー・ジャパンと広告契約を締結している為、当グループのマスコットキャラクター「エディ店長」がウッディに類似している。
2009年8月、リー・アンクリッチはウッディの正式な名字は“プライド”（"Pride"）であると明かした。アンクリッチは自身のTwitterで“ウッディの本当の名前は「ウッディ・プライド」でありトイ・ストーリーの初期段階からの設定である”と発言した。

## 担当声優
英語版
- トム・ハンクス（映画本編、各種短編作品）
- ジム・ハンクス（『スペースレンジャー バズ・ライトイヤー』、各種玩具、各種ゲーム作品、『ボー・ピープはどこに?』）

日本語吹替版
- 唐沢寿明（映画本編、各種短編作品、一部玩具、CM）
- 辻谷耕史（『ディズニー・オン・アイス』、『ポンキッキーズ』、『2』『3』予告編、『カーズ』、『スペースレンジャー バズ・ライトイヤー』、各種CM、『東京ディズニーリゾート』各種アトラクション〈2019年まで〉、『キングダム ハーツIII』、各種玩具）
- 松本保典（『トイ・ストーリードロップ』、『ボー・ピープはどこに?』、『東京ディズニーリゾート』各種アトラクション、『ディズニー・オン・アイス』〈2020年以降〉、『東京ディズニーリゾート・トイ・ストーリーホテル』）

なお、1作目の初回収録版では山寺宏一が担当した。

## レゴのセット
2009年後半、レゴからトイ・ストーリー商品の第1弾として“ウッディのいっせいけんきょ”（Woody's Roundup!）が発売された。これにはウッディ、ブルズアイとジェシー、プロスペクターのミニフィグ、保安官事務所、刑務所、鉱山が付属する。
2010年初頭、“ウッディとバズが救出に出動!”（Woody and Buzz to the Rescue）を発売した。これにはプルバックのレーシングカーにウッディのミニフィグ、背中にロケットをつけられたバズのミニフィグが付属する。
2010年4月下旬、レゴは『トイ・ストーリー3』をベースにしたセットを発売した。“ゴミ処理場からの脱出”（Trash Compactor Escape）、“ウェスタン・トレインの追跡”（Western Train Chase）などである。

## 評価
ウッディの声を務めたトム・ハンクスは映画評論家から高評価を受ける。「USAトゥデイ」のスーザン・ウォスクジーナはトム・ハンクスをリーダー役に選んだ事を評価した。「ロサンゼルス・タイムズ」のケネス・トゥランはトム・ハンクスについて“ウッディにとても重要な影響力と信憑性を表現している”と述べた。2010年6月、「エンターテイメント・ウィークリー」はウッディを、過去20年間で最も偉大な100人の映画キャラクターの1人に選ばれた。